# Висоцька Ганна Григорівна
Ганна Григорівна Висоцька (1923—1943) — льотчиця 46-го гвардійського нічного бомбардувального авіаційного полку, учасниця Другої світової війни, гвардії молодший лейтенант.

## Біографія

### Дитинство
Аня Висоцька народилася в місті Козятин Вінницької області в родині Григорія Антоновича Висоцького.
Дівчинка рано стала захоплюватись авіацією. Її старший брат Яків працював інструктором з парашутного і планерного спорту в дорожньо-транспортній раді ТСОАВІАХІМ. Його розповіді приводили сестру в захват. З чотирнадцяти років Аня почала займатися планеризмом, часто бувала на парашутній вишці. Вона твердо вирішила стати льотчицею.
Закінчивши в 1937 році середню школу, поїхала до тітки в Єреван. Там Ганна влаштувалася працювати бібліотекарем і вступила на пілотне відділення Єреванського аероклубу. Теоретичний курс закінчила на відмінно. Тривалий час відпрацьовувала льотну майстерність на практиці. Стала льотчиком-інструктором і збиралася вступати в авіаційний інститут, але невдовзі почалася війна.

### Друга світова війна
У 1941 році Ганна Висоцька пішла на фронт. Разом з нею були зараховані до лав Червоної армії три її брати — Яків, Антон і Леонід. Додому повернувся тільки Яків.
Висоцька була зарахована до 145-ї окремої авіаескадрильї, що виконувала завдання командування зв'язку і базувалася в Тбілісі. Потім перейшла в жіночий 46-й гвардійський нічний бомбардувальний авіаційний полк. Стала льотчицею в ланці Марини Чечньової.
У складі 46-го гвардійського нічного бомбардувального авіаційного полку встигла зробити 19 бойових вильотів.

### Загибель
Ганна Висоцька була збита в ніч на 1 серпня 1943 року. Загинула разом зі штурманом Галиною Докутович. У цю ж ніч загинули Валентина Полуніна з Глафірою Каширіною, а також екіпажі Рогової і Крутової.
Льотчиці поховані в братській могилі села Руське Кримського району Краснодарського краю.

## Нагороди
- Орден Вітчизняної війни 2-го ступеня (1943; посмертно)[2][3]